# دالی مارتین
دالی مارتین (انگلیسی: Dolly Martin؛ زادهٔ ۱۳ سپتامبر ۱۹۴۴) یک هنرپیشه است.